# Palais Ariani
Le palais Ariani, également connu sous le nom de Palazzo Ariani Minotto Cicogna (en vénitien, Palazzo Arian), est un palais de Venise, situé dans le quartier Dorsoduro, presque en face de l'église dell'Angelo Raffaele et non loin de l'église San Sebastiano. Le Ponte del Soccorso voisin le relie à la Ca' Zenobio degli Armeni.

## Histoire
Construction du XIIIe siècle mais de fondation ancienne (il y a des nouvelles d'un palais Ariani dès 845), le palais Ariani était la maison de la famille Arian, attribuée au patriciat vénitien, jusqu'à son extinction, au XVIIe siècle (le dernier héritier était Giacomo Arian), quand il est passé à la famille Pasqualigo. Après de nombreux changements de propriétaire, la structure a fini par revenir à Lucia Cicogna, une religieuse qui a converti le bâtiment de la maison en collège. 
À partir de 1870, le palais Ariani appartenait d'abord à la municipalité de Venise, puis à la province ; aujourd'hui l'Institut technique Vendramin Corner se trouve ici. 

## Architecture
Le palais Ariani est un bâtiment de trois étages, parmi les plus anciens exemples du style gothique de la ville.  